# Privilegium Maius
«Privilegium Maius» (лат. Великі привілеї; 1358) — збірка фальшивих листів та указів імператорів Римської та Священної Римської імперій, що надають особливі права монархам Австрії та закріплюють фактичну незалежність австрійської держави від Німеччини. Збірку було складено у 1358 році австрійським герцогом Рудольфом IV (1358—1365). Зокрема, в «Privilegium Maius» вперше згадано новий титул правителів Австрії — ерцгерцог.

## Передумови
Видання «Privilegium Maius» було відповіддю Австрії на «Золоту буллу» 1356 року імператора Карла IV, що виключила австрійських монархів зі складу колегії виборців імператора. «Золота булла» запроваджувала у Німеччині олігархічну систему правління, а Австрія й низка інших крупних князівств (перед усім, Баварія) лишались за межами кола курфюрстів, здатних впливати на політику країни. У зв’язку з цим фабрикація Рудольфом IV документів про особливі привілеї Австрії стала спробою, з одного боку, підвищити статус свого князівства всередині імперії, а з іншого — зробити його фактично незалежним від імператора.

## Склад
«Privilegium Maius» являв собою збірку семи документів: листи давньоримських імператорів Юлія Цезаря і Нерона, постанови німецьких імператорів Генріха IV, Фрідріха II, Генріха VII та Рудольфа I, а також «Privilegium Minus» імператора Фрідріха I. З усіх цих документів лише «Privilegium Minus» був справжнім.

## Зміст
Відповідно до «Privilegium Maius» єдиним зобов’язанням австрійських монархів перед імператорами було надання солдат у разі війни з Угорщиною. Будь-яка інша служба залежала виключно від волі герцога. Австрійський монарх не міг бути викликаний на суд імператора. У випадку передачі ленів на території Австрії, для інвеститури імператор сам повинен був приїхати до Австрії. У рейхстазі імперії австрійський монарх мав права «пфальцерцгерцога» — за старшинством одразу після курфюрстів. Імператор не міг мати ленів на території Австрії, а право верховного суду над усіма особами, що володіють землями в державі, надавалось герцогу. Піддані й васали герцога не могли звертатись до імператора напряму, минаючи австрійського монарха. Будь-яке втручання німецького короля в політику герцога Австрії було оголошено протизаконним. Австрійські землі Габсбургів були визнані неподільним доменом, що передається як чоловічою, так і жіночою лініями дому Габсбургів, причому герцог набував права свободи визначення свого спадкоємця.

## Значення
«Privilegium Maius» надавав безпрецедентні в Німеччині права австрійським герцогам, фактично перетворюючи їх на незалежних від імператора государів. Це заклало правову основу створенню упродовж наступних століть сильної Австрійської монархії, відокремленої від Священної Римської імперії.
Імператор Карл IV не визнав справжності «Privilegium Maius» й домігся від Рудольфа IV відмови від використання титулу ерцгерцога. Наступні імператори з Люксембурзької династії також утримувались від затвердження цього документа. Лише після вступу на престол імперії Фрідріха III Габсбурга положення змінилось. 1453 року він затвердив «Privilegium Maius». Вже його брат Альбрехт VI почав користуватись титулом ерцгерцога, який невдовзі було визнано родовим в династії Габсбургів.
Вперше докази того, що «Privilegium Maius» є підробкою, були надані 1856 року.